# Jodie Sweetin
Jodie Lee Ann Sweetin, ameriška igralka, * 19. januar 1982.
Najbolj znana kot Stephanie Tanner iz nanizanke Polna hiša.

## Kariera
Njena prva vloga je bil lik Pamele v filmu Valerie (1987). Potem ji je Jeff Franklin priskrbel vlogo ljubke Stephanie Tanner v Polni hiši (1987–1995). V zadnjem delu je Jodie že končala osnovno šolo in se vpisala na Chapmanovo univerzo v kraju Orange, Kalifornija. Po tistem je še nekajkrat nastopila na televiziji, vendar z nobeno vlogo ni prekosila Stephanie.

## Osebno življenje
Pri dvajsetih letih se je Sweetinova v Los Angelesu poročila s policistom Shaunom Holguinom. Leta 2005 se je razvedelo, da je zasvojena z drogami, leto prozneje pa sta se ločila. Februarja 2006 je v intervjuju povedala, da je zaključila z rednim jemanjem metadona.
Sweetinova je čez leto dni spoznala Codyja Herpina, po dveh mesecih prijateljevanja sta maja 2007 začnela uradno hoditi. 14. junij 2007 sta se poročila v Las Vegasu, 12. april 2008 pa sta dobila hčer Zoie Lauren.
19. novembra 2008 je Sweetinova vložila zahtevek za ločitev. Oba sta se še dolgo borila skrbništvo nad Zoie in decembra 2008 je Sweetinova sodbo izgubila.